# Bernhard Emanuel Rosenblad
Bernhard Emanuel Rosenblad, född 9 maj 1796 i Kristianstads församling, död 16 januari 1855 i Adolf Fredriks församling, Stockholm, var en svensk finansman, son till Nils Rosenblad.
Rosenblad blev student vid Lunds universitet, bevistade som fänrik vid Livgrenadjärregementet 1814 års fälttåg i Norge, avlade 1819 kansliexamen i Uppsala och utnämndes 1823 till kammarherre. Åren 1825-31 var han legationssekreterare i Berlin och förestod under denna tid flera gånger beskickningen. Han inträdde 1831 som ordförande i bankodiskontdirektionen och utnämndes 1837 till kommerseråd. I sådan egenskap utredde han bland annat de statsrättsliga förhållandena med Öresundstullen. Han var medlem av den så kallade unionskommittén 1843-44 (för ordnandet av vissa svensk-norska unionella förhållanden) med flera kommittéer. Som medlem av ridderskapet och adeln deltog Rosenblad i alla riksdagarna 1823-53 och utmärkte sig som talare på den konservativa sidan; han uppträdde helst i bank-, tull- och statsregleringsfrågor samt stred från början för en myntrealisation. Rosenblad var bankofullmäktig 1833-48. Han fick 1852 i uppdrag att verkställa en av ständerna begärd fullständig utredning av alla det svenska folkets skattebördor, men måste efter ett år för sjuklighets skull avsäga sig detta värv. Rosenblad utgav Några ord om publicitetens uppkomst och öden i Sverige, i synnerhet emellan 1719 och 1772; jemte en blick på detta tidehvarf (1824; anonymt) och Tankar i afseende på ordnandet af Rikets mynt-, bank-, skuld- och kreditväsende (1829).